# Svarthårig stäppblomfluga
Svarthårig stäppblomfluga (Paragus haemorrhous) är en tvåvingeart som beskrevs av Johann Wilhelm Meigen 1822. Svarthårig stäppblomfluga ingår i släktet stäppblomflugor, och familjen blomflugor. Arten är reproducerande i Sverige. Inga underarter finns listade i Catalogue of Life.

## Bildgalleri

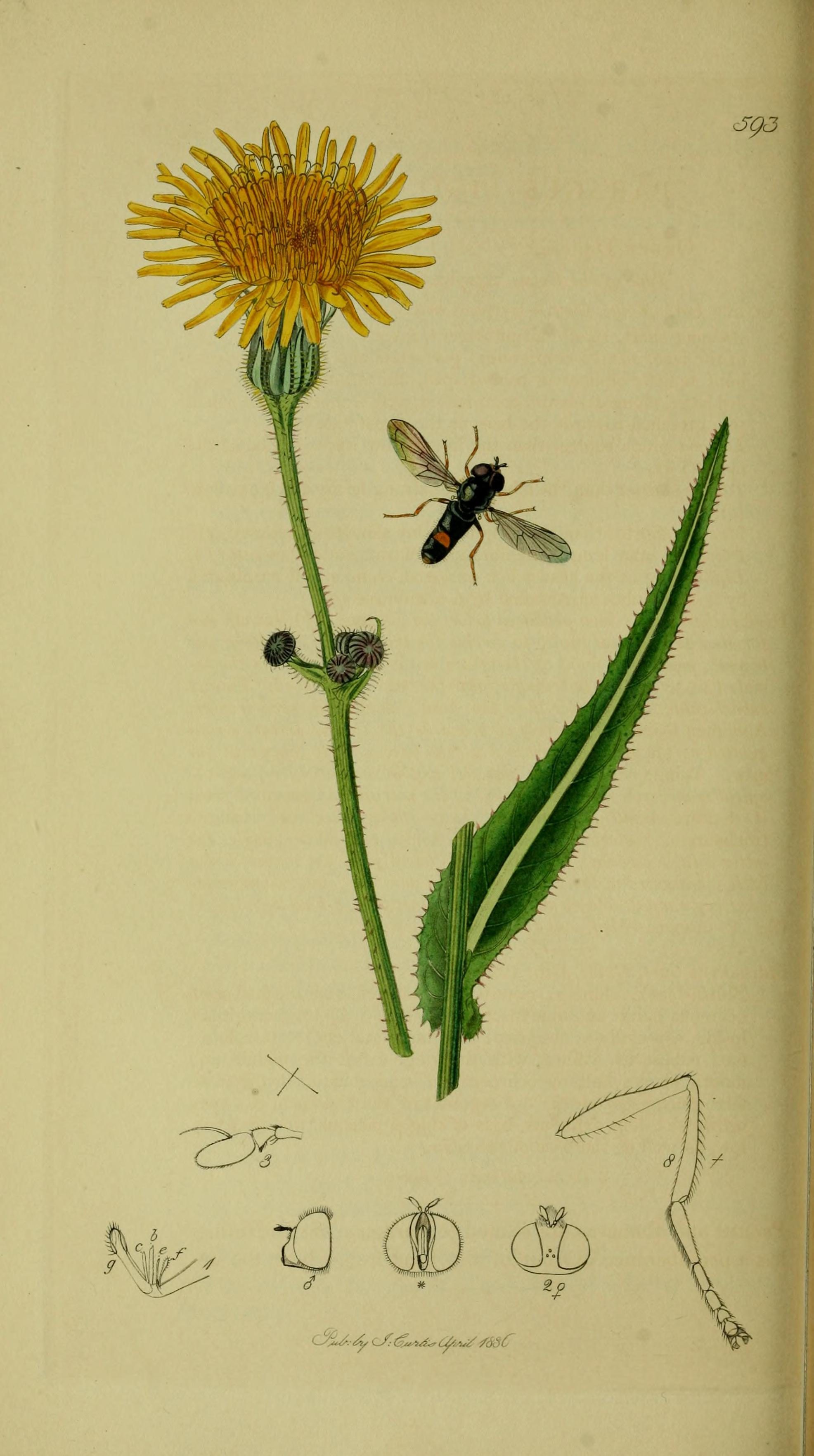
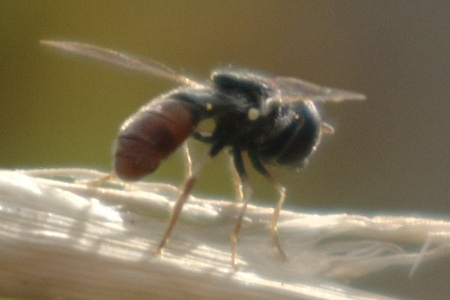
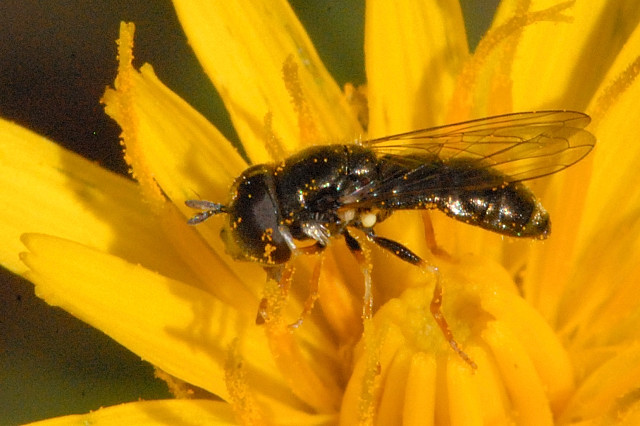
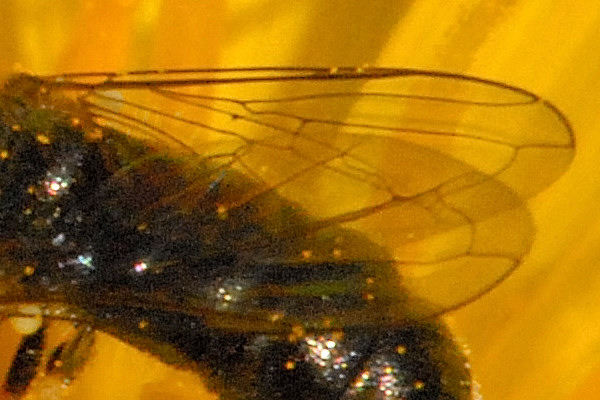